# 加茲尼的穆罕默德
加茲尼的穆罕默德（波斯語：‎，998年—1041年），加兹尼王朝蘇丹。加兹尼的马哈茂德幼子。
在其父加兹尼的马哈茂德去世後加茲尼的穆罕默德短暫出任蘇丹，五個月後他被同母兄長馬蘇德一世罷黜，加茲尼的穆罕默德的雙眼被刺瞎，並被軟禁。馬蘇德一世死後，加茲尼的穆罕默德復位，不過只在位一年，又被侄子加兹尼的莫杜德推翻，加茲尼的穆罕默德最終被莫杜德處決。